# Eanswitha
Eanswitha (von Folkestone) (auch Ēanswīþ, Eanswith, Eanswythe oder Eanswida; * ca. 630 in Kent; † ca. 650 in Folkestone) war eine angelsächsische Prinzessin, die als Gründerin von Folkestone Abbey, einem der ersten christlichen Frauenkonvente in Großbritannien, gilt. Sie ist eine Heilige der katholischen, anglikanischen und orthodoxen Kirche. Ihr Gedenktag ist der 12. September – nach der julianischen Kalenderrechnung der meisten orthodoxen Kirchen derzeit der 30. August des gregorianischen Kalenders.

## Leben und Heiligenlegende
Eanswitha war der Legende nach das jüngste von drei Kindern von Eadbald von Kent und seiner fränkischen Gemahlin Aemma. Die demnach älteren Brüder waren Eormenred und Earconberht. Alle Kinder Eadbalds und Aemmas wurden wahrscheinlich irgendwann nach 624 geboren. Earconberht wurde nach dem Tod 640 seines Vaters dessen Nachfolger als König von Kent. Da Earconberht 640 alt genug war, um König zu werden, war er sicher nicht das jüngste Geschwister, so dass für Eanswitha innerhalb des möglichen Zeitraum 625–640 ein Geburtsdatum um das Jahr 630 am wahrscheinlichsten in Frage kommt.
Eanswitha soll mit Unterstützung ihres Vaters das Benediktinerinnen-Priorat Folkestone, das erste Frauenkonvent in England, gegründet haben.
Der Legende nach kam, während das Kloster im Bau war, ein heidnischer Prinz nach Kent, der Eanswitha heiraten wollte. König Eadbald soll angeführt haben, dass seine Schwester, die später als Heilige verehrte Ethelburga, zwei oder drei Jahre zuvor den heidnischen König Edwin von Northumbria geheiratet und diese Hochzeit zur Bekehrung Edwins geführt hatte. Eanswitha weigerte sich jedoch trotzdem und lebte bis zu ihrem Tod im Kloster und wirkte Wunder.
Die Heilige Eanswitha wird dargestellt als Äbtissin mit Stab und Palme über oder auf einem Fisch stehend, der auch im Siegel des Hafens Folkstone abgebildet ist.

## Nachleben

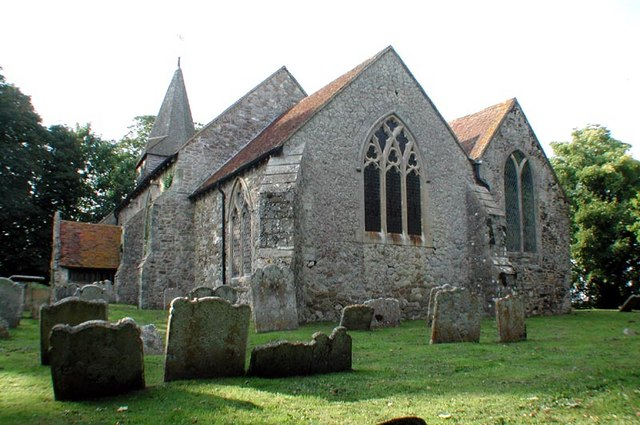
St. Eanswith in Brenzett, 2001

Eanswitha taucht in späteren mittelalterlichen Quellen mehrfach auf:
- Goscelin von Saint-Bertin erwähnt sie in seiner Vita Sanctae Werburge aus dem 11. Jahrhundert.[8]
- Sie ist in einigen Versionen der Stammbäume der Kentish Royal Legend enthalten.[9]
- Johannes von Tynemouth, Geschichtsschreiber des 14. Jahrhunderts, hat einen detaillierten Eintrag in seinem Sanctilogium. Seine Quelle ist unbekannt, da sie bei Beda, der Standardquelle, nicht vorkommt.[10]

Die erste Klosteranlage wurde im 10. Jahrhundert aufgegeben, als sie begann, vom Meer weggespült zu werden, ein Problem, das auch eine neue Gründung von 1095 betraf. Ein weiter landeinwärts gelegener Ort wurde 1137 von William II. d’Avranche, Lord of Folkestone, für eine Neugründung von Folkestone Abbey zur Verfügung gestellt, mit einer Kirche, die den Heiligen Maria und Eanswitha geweiht war. Der Tag der heiligen Eanswitha fällt auf den 12. September, das Datum, an dem ihre Überreste 1138 in die neue Kirche übertragen wurden. Das Kloster wurde in der Reformation geschlossen, und die Kirche wurde zur St Mary and St Eanswythe’s Parish Church. Während Restaurierungsarbeiten an der Kirche im Jahr 1885 wurden ein Bleireliquiar, das in die Kirchenwand eingelassen war und als ein Gefäß aus dem 12. Jahrhundert identifiziert wurde, sowie die Knochen einer jungen Frau entdeckt. Dies führte zu der Schlussfolgerung, dass es sich um die überführten Reliquien der Heiligen Eanswith handeln könnte, die bei der Reformation versteckt worden waren.
Neben der Kirche am Standort des Klosters gibt es weitere der Heiligen Eanswitha geweihte Kirchen:
- St Eanswith’s Church in Brenzett, Kent, England
- St Eanswythe’s Church in Altona, einem Vorort von Melbourne, Australien[13]

Im Projekt Finding Eanswyth von 2016–2020 der Canterbury Christ Church University und des Folkestone Museums mit Unterstützung des Heritage Lottery Fund wurden historische. medizinische und archäologische Untersuchungen durchgeführt. Eine kirchliche Freigabe der Reliquien zur Untersuchung wurde erteilt. Osteologen untersuchten Zähne und Knochen und stellten fest, dass sie von einer Person stammten, wahrscheinlich einer Frau, die im Alter zwischen 17 und 21 Jahren starb, ohne Anzeichen von Unterernährung, was alles mit der Geschichte von Eanswitha übereinstimmt. Sie schickten die Proben an die Queen’s University Belfast, wo sie mittels Radiokarbonmethode in das 7. Jahrhundert datiert wurden.
Judy Chicago widmete ihr eine Inschrift auf den dreieckigen Bodenfliesen des Heritage Floor ihrer Installation The Dinner Party. Die mit dem Namen Eanswith beschrifteten Porzellanfliesen sind dem Platz mit dem Gedeck für Hrotsvit zugeordnet.